# Безуглый, Владимир Андреевич
Владимир Андреевич Безуглый (Безуглов) (14 марта 1924, село Ивановская Лисица, Курская губерния — 21 апреля 2004, Харьков) — лейтенант Рабоче-крестьянской Красной Армии, участник Великой Отечественной войны, Герой Советского Союза (1943).

## Биография
Владимир Безуглый родился 14 марта 1924 года в селе Ивановская Лисица в семье крестьянина. После окончания неполной средней школы работал в колхозе. В 1943 году был призван на службу в Рабоче-крестьянскую Красную армию. С марта 1943 года — на фронтах Великой Отечественной войны, был стрелком 310-го стрелкового полка 8-й стрелковой дивизии 13-й армии Центрального фронта. Отличился во время форсирования реки Припять.
25 сентября 1943 года красноармеец Безуглый одним из первых в своём подразделении переправился через Припять в районе села Копачи Чернобыльского района Киевской области Украинской ССР. В бою за плацдарм Безуглый участвовал в отражении ряда немецких контратак, особо отличившись в рукопашном бою.
Указом Президиума Верховного Совета СССР от 16 октября 1943 года за «образцовое выполнение боевых заданий командования на фронте борьбы с немецко-фашистскими захватчиками и проявленные при этом мужество и героизм» красноармеец Владимир Безуглый был удостоен высокого звания Героя Советского Союза с вручением ордена Ленина и медали «Золотая Звезда» за номером 1824.
В 1944 году Безуглый окончил курсы младших лейтенантов, после чего командовал стрелковым взводом. После окончания войны в звании лейтенанта был демобилизован. Проживал в Харькове, работал заместителем начальника заводского цеха. Умер 21 апреля 2004 года. Похоронен на харьковском кладбище № 2.
Был также награждён орденом Отечественной войны 1-й степени, а также рядом медалей.

## Память
- В г. Грайворон на Мемориале памяти герою установлен бюст.

Бюст Герою Советского Союза Безуглому, Владимиру Андреевичу, Мемориал памяти г. Грайворон, Белгородская обл., РФ